# 六本木じろう
六本木 じろう（ろっぽんぎ じろう、1947年6月9日 - ）は、東京都板橋区出身の歌手である。本名は川崎 俊夫（かわさき としお）。週に３～４回のボランティア活動（仕事でお世話になった港区と渋谷区を主とした、特養ホームやデイサービスセンター他への訪問）を中心とする歌唱活動やYOUTUBE(エムむすび)でのビデオレター活動、自らのこれまでの経験やネットワーク、そして保有する宅地建物取引士やビル経営管理士の資格をもとに、若手の経営者や起業家を支援する活動を行っている。

## 直近の経歴
2002年森ビル株式会社　取締役就任後、2005年 株式会社ラフォーレ原宿 代表取締役社長を兼任し、2014年7月に退任、同年12月末まで同社顧問を務めた後、退職。
退職後も引き続き、原宿警察署防犯協会副会長に任ぜられ、また原宿表参道欅会（商店会）所属並びに穏田表参道町会の顧問を務める。
現在は、2016年7月設立の社会奉仕、人奉仕を目的とした　一般社団法人　日本楽唱会(港区虎ノ門)　代表理事を務める。
また、株式会社　WIZARD(アニメキャラクターを取扱い、エンタメ事業全般を行う) 及び　股関節専門サロン　松本深圧院(ルサロン銀座)両社の特別顧問、公益社団法人　日本チアリーディング協会　参与を務める。
また、令和2年に認知症予防、対策を音楽エンタメ(主に昭和歌謡曲他)をもって行い、社会貢献をしていく事を目的として設立された、一般社団法人エムむすびに理事として参画して、現在YOUTUBE(エムむすび公式)にてビデオレター配信等で活動中である。
2021年3月認知症介助士　2022年3月音楽健康指導士準2級、健康カラオケサポータ一　資格取得する。

## 職歴
- 1971年4月 森ビル株式会社 入社
- 1986年5月 森ビル管理株式会社 取締役
- 1993年3月 森ビル流通システム株式会社 取締役
- 1999年5月 森ビル流通システム株式会社 常務取締役
- 2002年7月 森ビル株式会社 取締役
- 2005年6月 株式会社ラフォーレ原宿 代表取締役社長
- 2014年12月 森ビルグループ退社
- 2015年9月　株式会社GG7 特別顧問
- 2019年3月　同社　退社
- 2019年5月　株式会社WIZARD 特別顧問(現任)
- 2016年7月　一般社団法人　日本楽唱会　代表理事(現任)
- 2017年10月　松本深圧院　特別顧問(現任)
- 原宿警察署　防犯協会　副会長(現任)
- 原宿表参道けやき会会員(現任)
- 穏田表参道町会 顧問(現任)
- 公益社団法人　日本チアリーディング協会　参与(現任)
- 2020年3月　一般社団法人　エムむすび　理事(現任)

中央大学商学部を卒業後、1971年森ビル株式会社に入社。入社後、経理、貸室営業、不動産交渉、ビルマネージメント、コンサルタント業務、リゾート開発、商業ビル開発及び運営等の諸業務を担当。この間、森ビル管理株式会社取締役、森ビル流通システム株式会社常務取締役、森ビル株式会社取締役などを歴任。
1993年からは株式会社ラフォーレ原宿取締役を兼任して、原宿、松山、新潟、小倉各館の経営及び運営を行い、とりわけ、ラフォーレ原宿の責任者としては、長く原宿の街づくりに関与してきた。
2005年、株式会社ラフォーレ原宿代表取締役に就任、2014年7月に退任。同社顧問を半年間務めたのち、2014年12月末に森ビルグループの一切の職務を完了し、退職。
2013年まで森ビル株式会社における全商業施設の管掌役員を務め、六本木ヒルズ、表参道ヒルズのオープン及び運営、ヴィーナスフォートの運営、上海環球金融中心の商業部分のオープン及び運営などの統括業務に携わる。

## 活動履歴
- 六本木ヒルズ盆踊り2003年-2019年（東京都港区）通算18回
- 2014年12月～ ありすの杜（港区）　通算68回
- 2014年12月～ パール（渋谷区）　　通算67回
- 2014年12月～ 新橋さくら川(港区)　通算45回
- 2015年1月～  渋谷東健康プラザ（渋谷区)　通算60回
- 2015年1月～  あやめの苑（渋谷区）通算69回
- 2015年3月～  美竹の丘（渋谷区）　通算61回
- 2015年3月～  原宿の丘(渋谷区)　　通算55回
- 2015年6月～　南麻布包括支援センター(港区)　通算63回
- 2015年6月～　杜の風上原(渋谷区)　通算22回
- 2017年4月～  アリア松濤(渋谷区)  通算8回
- 2017年5月～  ゆめふる駒場(世田谷区)　通算21回
- 2018年3月～　白金の森(港区)   通算16回
- 2017年6月　 アゼリーアネックス(江戸川区)
- 2018年9月　 春日部しょうわ通算2回
- 2018年11月～ グランレーブ渋谷(渋谷区)　通算5回

- 2015年1月24日　　穏田表参道町会新年会
- 2015年1月24日～原宿プラチナ会新年会　通算2回
- 2015年1月28日～　六本木ライオンズクラブ新年会　通算3回
- 2015年5月8日 　　パール主催バザー（渋谷区）
- 2015年5月9日 　　渋谷区警察３署合同シニア交通安全フェ　　　　　　スティバル（渋谷区）
- 2015年5月13日～　ふれあいサロン参宮橋（渋谷区）通算15　　　回
- 2015年5月15日～　あやめの苑「昭和流行歌と昭和ファッションショー」通算6回(渋谷区）
- 2015年6月3日 　　原宿警察署警友会（渋谷区）
- 2015年8月16日　　パール納涼祭
- 2015年10月3日　　松本深圧院顧客会
- 2015年10月12日　　秋の地域安全運動
- 2015年10月18日　　湯島天神白梅太鼓45周年
- 2015年12月6日　　美竹の丘10周年記念
- 2015年12月12日　　はつらつ富ヶ谷クリスマス
- 2015年12月15日～　六六サロン　通算5回
- 2015年12月25日～　ひだまりサロンたんぽぽカフェ　通算8回
- 2016年1月22日～　　杜の茶話会　通算9回
- 2016年8月6日～　　日本赤十字社総合福祉センター夏祭り　通算3回
- 2016年10月27～　　恵比寿茶話会 　通算3回
- 2016年12月7日～　　神宮前茶話会  通算4回
- 2017年1月18日　　　渋谷区更生保護女性会
- 2017年1月18日　　　さわやかスペース初台 通算2回
- 2017年1月27日～　　ラウンジせせらぎ　通算2回
- 2017年2月4日　　　　原宿巴会
- 2017年5月21日　　　スパヒルズ　ゆ　9周年イベント
- 2017年6月10日　　　恵比寿喜楽会
- 2017年6月28日　　　南麻布アラジン
- 2017年7月1日　　　　富ヶ谷2丁目夏祭り
- 2018年12月9日　　　マリエ忘年会
- 2019年3月10日～　　せせらぎデイサービス通算4回
- 2019年12月6日　　　つばめの里
- 2019年12月21日　   小平市西部保健組合望年会
- 2020年2月10日　　　チャームプレミアグラン松濤

※上記、2021年9月現在
※但し、2020年3月以降、コロナウィルス蔓延の為、訪問活動休止中

2003年 六本木ヒルズ竣工の夏、森ビルと六本木ヒルズ自治会の共催による六本木ヒルズ盆踊りにて地元コミュニティ推薦の歌手として芸名、六本木じろうの名前で初登場（当時、森ビルの六本木ヒルズイベントの責任者という立場にあり、新しい街としてふさわしい日本の伝統的行事である「盆踊り」を仕掛けて、自ら歌手を務めた）。
毎年8月下旬に実施される六本木ヒルズ盆踊りにて、櫓の上にてライブで歌う盆踊り歌手として、爾来17年間これを務めて今日に至る。ちなみに、楽曲は六本木ヒルズのオープンに際して社員有志等により作成されたオリジナル音頭「六本人音頭」その他である。
2014年12月よりかねてからの計画であった、特別養護老人ホームその他でボランティア活動として、昭和の歴史を振り返る話と共に昭和の流行歌を入所者と一緒に唄い健康と笑顔、ストレスの発散などを目的とした歌唱と説話の奉仕活動を行っている。また、要請を受けて、各地域の見守りの会や各種団体の会合、プロモーション活動等でも歌唱活動を行っている。
施設等への訪問では、カラオケ機材を持参しての活動で、視覚、聴覚への働きかけや思い出の振り返りを促す等の行為による認知症対策、腹式呼吸による歌唱指導で健康促進対策、笑顔づくりによるストレス発散対策等を意識して実施している
また、防犯面からは振り込め詐欺等の特殊犯罪への注意喚起を行っている
2015年夏に日本青ペン協会より依頼を受けて、夢や目標をもって頑張る全ての人に送る応援ソング「青ペン音頭でエイエイオー」を唄い、YOUTUBEにて配信中
また、2020年初頭より、コロナウィルス活発化の為、施設訪問を休止し、YOUTUBEサイト“エムむすび”にて動画配信中

## ディスコグラフィー
- 六本人音頭　（2003.7）
六本木ヒルズがオープンした2003年夏、有志によって六本人音頭は作詞された。振り付けは花柳糸之。
〔YouTube〕エムむすび、六本木じろう、六本木ヒルズ盆踊り他
- 青ペン音頭でエイエイオー　（2015.7）
夢や目標を持って頑張るすべての人に送る「青ペン書きなぐり勉強法」公式応援ソング。
【YouTube】青ペン音頭でエイエイオー Full ver.